# Uruguay en los Juegos Olímpicos de Ámsterdam 1928
Uruguay estuvo representado en los Juegos Olímpicos de Ámsterdam 1928 por un total de 17 deportistas masculinos que compitieron en fútbol.

## Medallistas
El equipo olímpico uruguayo obtuvo las siguientes medallas:
| Nombre | Deporte | Competición |
| ------ | ------- | ----------- |
| Oro    |         |             |
| Equipo | Fútbol  | Torneo M    |
| Plata  |         |             |
| —      |         |             |
| Bronce |         |             |
| —      |         |             |